# Tetraponera
Tetraponera – rodzaj mrówek z podrodziny Pseudomyrmecinae. Obejmuje 94 gatunki. Gatunkiem typowym jest Tetraponera atrata.

## Gatunki
- Tetraponera aethiops Smith, 1877
- Tetraponera aitkenii Forel, 1902
- Tetraponera allaborans Walker, 1859
- Tetraponera ambigua Emery, 1895
- Tetraponera andrei Mayr, 1895
- Tetraponera angusta Arnold, 1949
- Tetraponera angustata Mayr, 1868
- Tetraponera anthracina Santschi, 1910
- Tetraponera arrogans Santschi, 1911
- Tetraponera atra Donisthorpe, 1949
- Tetraponera attenuata Smith, 1877
- Tetraponera bidentata Karavaiev, 1933
- Tetraponera bifoveolata (Mayr, 1895
- Tetraponera binghami Forel, 1902
- Tetraponera birmana Forel, 1902
- Tetraponera braunsi Forel, 1913
- Tetraponera brevicornis Emery, 1900
- Tetraponera capensis Smith, 1858
- Tetraponera carbonaria Smith, 1863
- Tetraponera claveaui Santschi, 1913
- Tetraponera clypeata Emery, 1886
- Tetraponera demens Santschi, 1911
- Tetraponera dentifera Karavaiev, 1933
- Tetraponera diana Santschi, 1911
- Tetraponera difficilis Emery, 1900
- Tetraponera dilatata Karavaiev, 1933
- Tetraponera emacerata Santschi, 1911
- Tetraponera emeryi Forel, 1911
- Tetraponera encephala Santschi, 1919
- Tetraponera erythraea Emery, 1895
- Tetraponera exasciata Forel, 1892
- Tetraponera fictrix Forel, 1897
- Tetraponera flexuosa Santschi, 1911
- Tetraponera fulva Viehmeyer, 1916
- Tetraponera gerdae Stitz, 1911
- Tetraponera grandidieri Forel, 1891
- Tetraponera humerosa Emery, 1900
- Tetraponera hysterica Forel, 1892
- Tetraponera klebsi Wheeler, 1915
- Tetraponera lacrimarum Wheeler, 1915
- Tetraponera laeviceps Smith, 1877
- Tetraponera latifrons Emery, 1912
- Tetraponera ledouxi Terron, 1969
- Tetraponera lemoulti Santschi, 1920
- Tetraponera liengmei Forel, 1894
- Tetraponera maffini Donisthorpe, 1948
- Tetraponera mandibularis Emery, 1895
- Tetraponera mayri Forel, 1901
- Tetraponera microcarpa Wu & Wang, 1990
- Tetraponera minuta Jerdon, 1851
- Tetraponera mocquerysi Andre, 1890
- Tetraponera modesta Smith, 1860
- Tetraponera monardi Santschi, 1937
- Tetraponera morondaviensis Forel, 1891
- Tetraponera nasuta Bernard, 1953
- Tetraponera natalensis Smith, 1858
- Tetraponera nicobarensis Forel, 1903
- Tetraponera nigra Jerdon, 1851
- Tetraponera nitens Stitz, 1925
- Tetraponera nitida Smith, 1860
- Tetraponera ocellata Mayr, 1868
- Tetraponera oligocenica Theobald, 1937
- Tetraponera ophthalmica Emery, 1912
- Tetraponera penzigi Mayr, 1904
- Tetraponera perlonga Santschi, 1928
- Tetraponera petiolata Smith, 1877
- Tetraponera pilosa Smith, 1858
- Tetraponera platynota Karavaiev, 1933
- Tetraponera plicatidens Santschi, 1926
- Tetraponera poultoni Donisthorpe, 1931
- Tetraponera prelli Forel, 1911
- Tetraponera punctulata Smith, 1877
- Tetraponera rakotonis Forel, 1891
- Tetraponera rufipes Jerdon, 1851
- Tetraponera rufonigra Jerdon, 1851
- Tetraponera sahlbergii Forel, 1887
- Tetraponera schulthessi Santschi, 1915
- Tetraponera scotti Donisthorpe, 1931
- Tetraponera siggi Forel, 1902
- Tetraponera simplex Mayr, 1868
- Tetraponera stipitum Forel, 1912
- Tetraponera tessmanni Stitz, 1910
- Tetraponera thagatensis Forel,1902
- Tetraponera triangularis Stitz,1910
- Tetraponera zavattarii Menozzi,1939